# Seyne
 Seyne  (en occitano Sanha) es una población y comuna francesa, situada en la región de Provenza-Alpes-Costa Azul, departamento de Alpes de Alta Provenza, en el distrito de Digne-les-Bains y cantón de Seyne (en la región de Provenza - Alpes - Costa Azul..
En esta población se instaló el 24 de marzo de 2015 la base de operaciones del dispositivo de rescate del Vuelo 9525 de Germanwings, el cual se había estrellado en la población cercana de Prads-Haute-Bléone.

## Demografía
| 1183 | 1222 | 1214 | 1287 | 1222 | 1440 |
| Para los censos de 1962 a 1999 la población legal corresponde a la población sin duplicidades (Fuente: INSEE [Consultar]) |      |      |      |      |      |